# Alexandr Dokturishvili
Alexandr Dokturishvili –en georgiano: ალექსანდრე დოხტურიშვილი– (Tiflis, 22 de mayo de 1980) es un deportista georgiano que compitió en lucha grecorromana (desde 2003 compitió bajo la bandera de Uzbekistán).
Participó en los Juegos Olímpicos de Atenas 2004, obteniendo la medalla de oro en la categoría de 74 kg. Ganó una medalla de oro en el Campeonato Europeo de Lucha de 2001, en la categoría de 69 kg.

## Palmarés internacional
| Representando a Georgia    |                    |                |           |
| Campeonato Europeo         |                    |                |           |
| Año                        | Lugar              | Medalla        | Categoría |
| 2001                       | Estambul (Turquía) | Medalla de oro | 69 kg     |
| Representando a Uzbekistán |                    |                |           |
| Juegos Olímpicos           |                    |                |           |
| Año                        | Lugar              | Medalla        | Categoría |
| 2004                       | Atenas (Grecia)    | Medalla de oro | 74 kg     |